# Huissier en chef de la Maison-Blanche

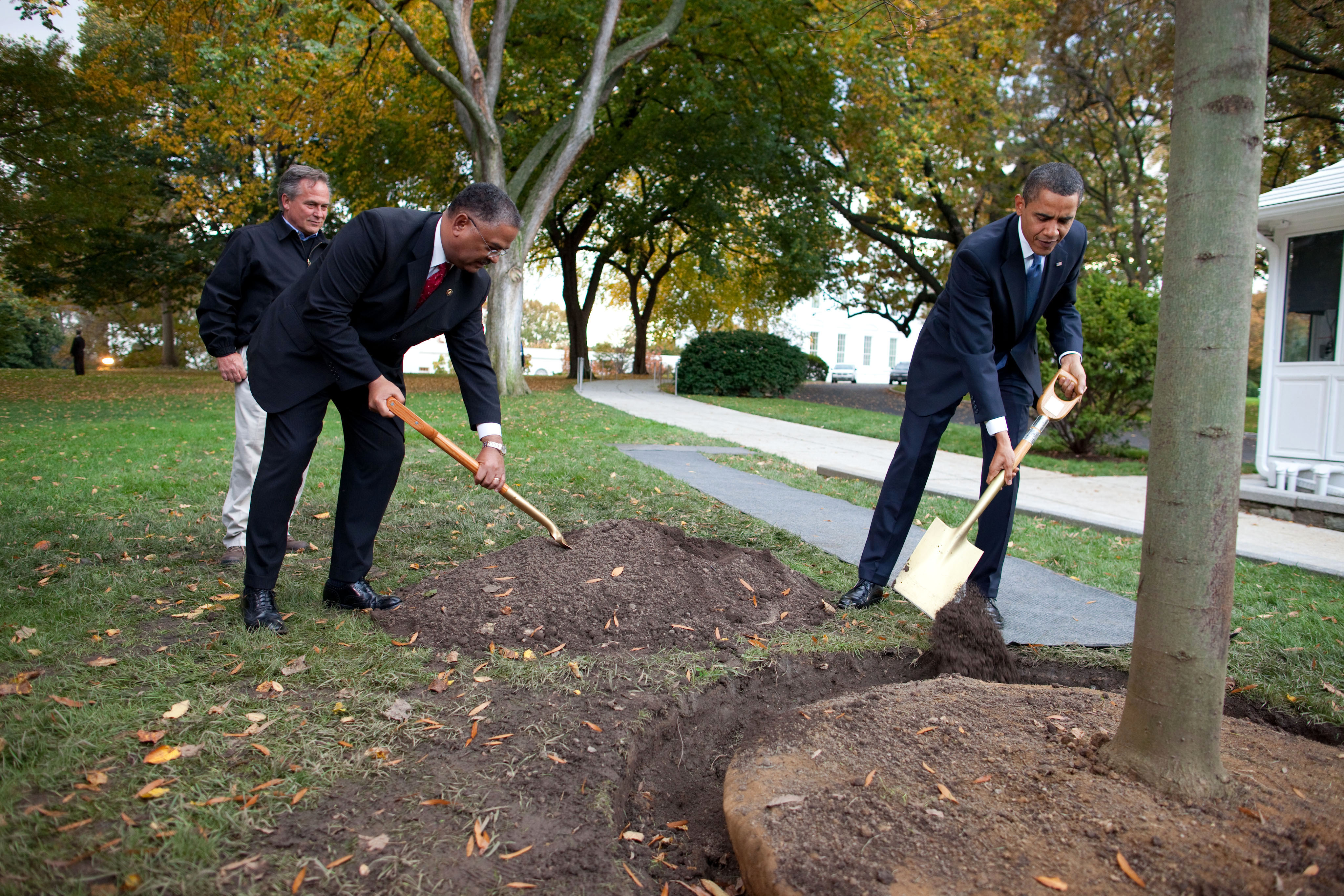
Barack Obama et l'huissier en chef Stephen W. Rochon participent à une cérémonie de plantation d'un arbre dans le jardin nord de la Maison-Blanche.

L’huissier en chef de la Maison-Blanche (en anglais : White House Chief Usher) est le titre donné au chef du personnel et des opérations domestiques de la Maison-Blanche, résidence officielle et lieu de travail du président des États-Unis. 

## Fonctions
L'huissier en chef est chargé du  « fonctionnement efficace du complexe de la Maison-Blanche et de la Résidence exécutive, pour les activités officielles et les cérémonies de la présidence, ainsi que le musée de l’histoire américaine... L'huissier en chef développe et administre le budget pour les opérations, l'entretien et les services techniques, il supervise le personnel de la Résidence exécutive ». En menant à bien cette charge, l'huissier en chef doit coordonner les actions de la Résidence exécutive avec le Bureau exécutif du président des États-Unis, le National Park Service (la Maison-Blanche et ses jardins font partie du parc du Président, géré par le National Park Service), le Secret Service chargé de la protection du président et de sa famille, la General Services Administration (GSA), l'agence fédérale des services généraux, les services des forces armées présentes à la Maison-Blanche et d'autres entités gouvernementales. L'huissier en chef est également au service du président et aide à coordonner sa vie privée et officielle à la Maison-Blanche. 
Pour les cérémonies officielles comme les State Arrival Ceremony (en) ou les dîners d'État à la Maison-Blanche, l'huissier en chef coordonne ses activités avec le Secrétaire social de la Maison-Blanche (en), travaillant dans l'aile Est et le chef du protocole des États-Unis, une fonction officielle du département d'État des États-Unis (équivalent du ministère des Affaires étrangères). 
Pour la préservation historique de la Maison-Blanche, l'huissier en chef travaille avec le conservateur de la Maison-Blanche, le Comité de préservation de la Maison-Blanche et l'Association historique de la Maison-Blanche.
Le bureau de l'huissier en chef est situé au State Floor (l'étage d'État qui correspond au rez-de-chaussée côté nord, et 1er étage côté sud), près du Cross Hall et du hall d'entrée de la Maison-Blanche. Un plan datant de 1815 indiquait déjà cette pièce comme l'Ushers Lodge, la loge des huissiers.

## Historique
Pendant la plus grande partie du XIXe siècle, la gestion du personnel de la Maison-Blanche est supervisée par la Première dame, assistée d'un fonctionnaire en chef informel appelé « huissier » ou « intendant ».
Le terme d'« huissier en chef » est utilisé dans la presse en 1887 pour désigner Eldon S. Dinsmore, qui remplit ce rôle sous la présidence de Grover Cleveland. Il est remplacé la même année par John McKenna, puis retrouve son poste en 1889 et meurt en fonction trois ans plus tard. Carlos Dexter lui succède, lui-même remplacé en 1896 par William DuBois pour lequel le titre officiel d'« huissier en chef » est créé en 1897.
L'huissier en chef à être resté le plus longtemps à ce poste est Irwin « Ike » H. Hoover, qui servit près de 25 ans de 1909 à 1933 et 42 ans au total à la Maison-Blanche. 

## Liste des huissiers en chef
| N° | Période     | Nom                     |
| -- | ----------- | ----------------------- |
| 1  | 1897 - 1901 | William DuBois          |
| 2  | 1901 - 1909 | Thomas E. Stone         |
| 3  | 1909 - 1933 | Irwin « Ike » H. Hoover |
| 4  | 1933 - 1938 | Raymond Muir            |
| 5  | 1938 - 1957 | Howell G. Crim          |
| 6  | 1957 - 1969 | James B. West           |
| 7  | 1970 - 1985 | Rex W. Scouten          |
| 8  | 1986 - 2007 | Gary J. Walters         |
| 9  | 2007 - 2011 | Stephen W. Rochon       |
| 10 | 2011 - 2017 | Angella Reid            |
| 11 | 2017 - 2021 | Timothy Harleth         |
| 12 | depuis 2021 | Robert B. Downing       |

## Source
- (en) Cet article est partiellement ou en totalité issu de l’article de Wikipédia en anglais intitulé « White House Chief Usher » (voir la liste des auteurs).